# ソ連共産党大会
ソビエト連邦共産党大会（そびえとれんぽうきょうさんとうたいかい ロシア語: Конгресс Коммунистической партии Советского Союза）とは、ソビエト連邦共産党の党員の代表者によって5年に一度開催された党大会である。

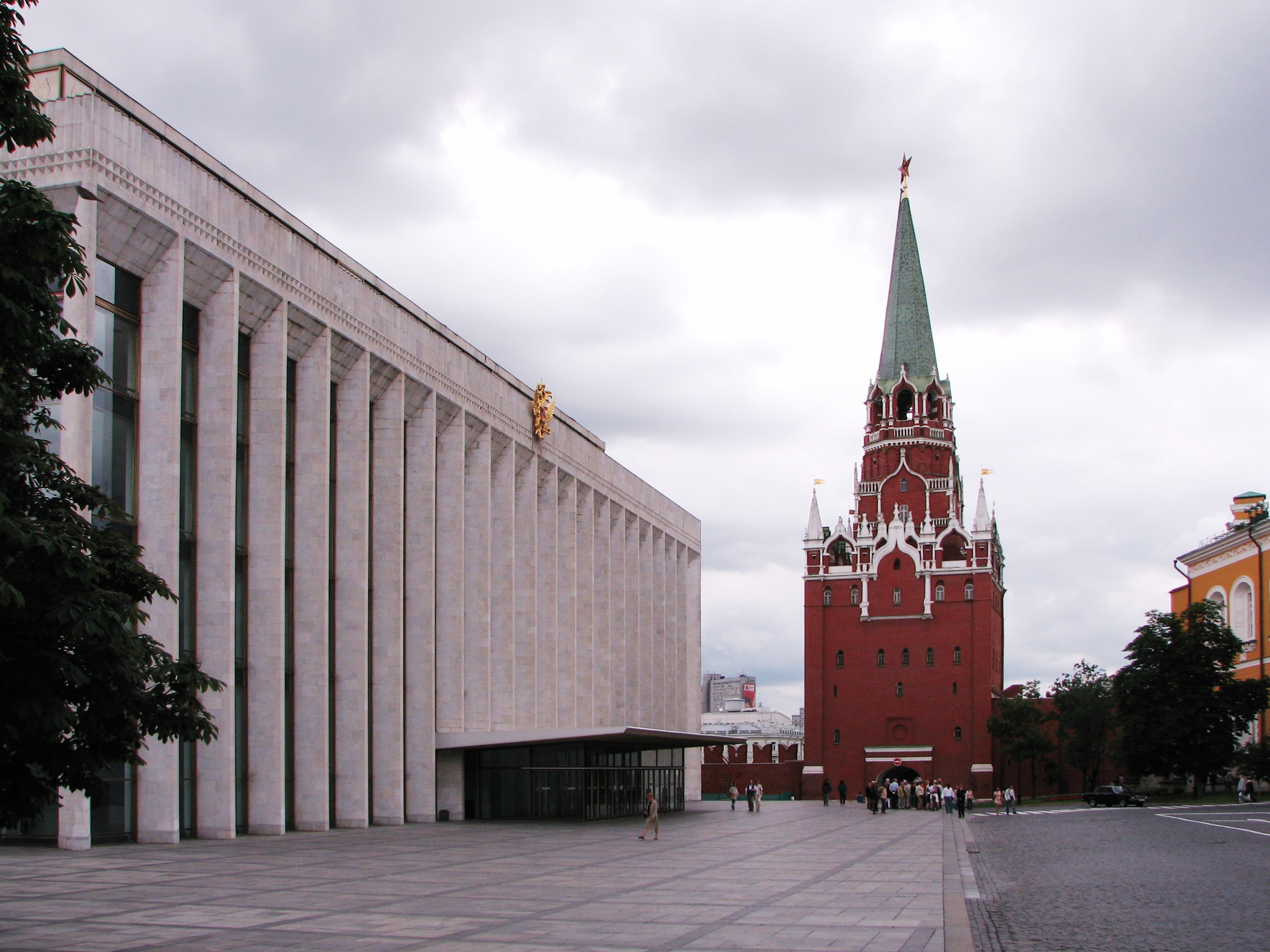
党大会の会場となったモスクワの国立クレムリン宮殿

## 概要
ソビエト連邦共産党の最高意思決定機関であり、党員から選ばれる代議員により5年に1回開催され、書記長による中央委員会報告や首相の経済計画報告を承認し、党綱領・規約などの修正・採択や中央委員会委員、委員候補、中央監査委員を選出した。実態としては、実質的な討議や批判は行われず、中央委員会や政治局の決定を形式的に承認するだけの場となっていた。

## 過去の主な大会

### 第15回大会
1924年10月26日に代表者817人が参加して開催。大会直前までにグリゴリー・ジノヴィエフ、レフ・トロツキーおよび一派が失脚しており、ヨシフ・スターリンの地位を確立する大会となった。

### 第20回大会
フルシチョフ政権時代の1956年2月に開催された。大会最終日にフルシチョフによってスターリン批判の秘密演説が行われ、演説の内容は後日、アメリカ国務省によって全世界に公開された。

### 第28回大会
ソビエト連邦の崩壊の前年の1990年7月に開催された最後の党大会。この大会を機にエリツィンら急進改革派は離党し、地域間代議員グループを結成した。